# Thelymitra flexuosa
Thelymitra flexuosa är en orkidéart som beskrevs av Stephan Ladislaus Endlicher. Thelymitra flexuosa ingår i släktet Thelymitra och familjen orkidéer. Inga underarter finns listade i Catalogue of Life.